# 텐도 아카네
텐도 아카네(일본어: 天道 あかね 덴도 아카네[*])는 다카하시 루미코의 작품인 란마 1/2에 등장하는 가상의 인물로, 작품의 여자 주인공이다. 

## 인물
텐도 도장에 사는 텐도가의 셋째 딸. 원작은 검은 머리이고 애니메이션에서는 푸른 머리이며, 나이는 16살이고 후린칸 고등학교 1학년생이다. 사오토메 란마와는 반 친구이자 한 지붕 밑에서 함께 살고 있는 약혼녀. 평소 공부도 빠지지 않고 하다 보니 머리도 좋고 우등생. 하지만 초기에는 수업중의 란마와의 말다툼이나 지각때문에 복도에 서는 일도 많이 있었다.
고집이 세지 않아, 본인은 열심히 도전하지만, 요리나 바느질 솜씨는 괴멸적이다. 격투 리듬 체조나 격투 치어리딩 등 손재주를 요구하는 도구를 사용하는 것은 서투르다. 특히 요리에 관해서는 손재주의 서투름에 더해 힘껏 재료를 잘라 도마의 조각이 요리에 들어가거나, 샐러드유와 화이트 와인을 혼동하고, 날달걀을 전자레인지로 조리하려고 해서 폭발시키는 등의 조잡함과 얼빠짐이 더해짐으로써, 그 불미함은 굉장하지 않고, 팔보채조차 울고 싫어하고, 요리를 잘하는 란마의 어머니 사오토메 노도카도 한순간 정신을 잃을 정도이다. 그러나 한 번 카레를 평범하게 만든 적이 있다. 본인은 요리할 때 맛을 보지 않을 뿐 미각이 이상한 것은 아니다. 직접 만든 카레나 사쿠라모치의 맛이 없어 놀라는 경우도 많다. 바느질만 해도 수놓은 동물을 판별할 수 없는 물건이거나 너무 조잡하게 만들어 걸레로 오인할 수 있지만 요리만큼 실패는 없다. 이에 반해 다른 주요 여성 캐릭터(샴푸, 쿠온지 우쿄)는 요리 및 바느질이 능숙하다.
추첨운이 강해 돼지 인형과 온천 애슬레틱 경쟁 페어 참가권, 체험 에스테틱 티켓 등을 끌어당기고 있다.
실사 드라마에서 텐도가는 대대로 일본식 남자 익천을 수호하고 있었고, 아카네는 돌아가신 어머니로부터 그 원천의 열쇠가 되는 펜던트를 맡기고 있었다.

## 비주얼
청순가련한 여성스러운 스타일의 온미녀. 작중 공인 미인이며 약혼자인 란마 못지않게 인기가 굉장히 많은 인기인이다. 그야말로 학교의 아이돌이며 아카네의 외모에 반해 고백하는 남성 캐릭터들이 수두룩하다.
초기에는 노란색 리본을 단 긴 장발 스타일을 고수하고 있었다. 그 이유는 초등학생 시절부터 말괄량이이자 싸움으로 다칠 때마다 접골원에서 일하는 오노 도후 선생의 신세를 지고 있었다. 당시는 단발머리였던 적도 있어, 소년과 같았다. 머리를 기르게 된 계기는, 도후 선생이 큰언니 카스미를 짝사랑하고 있는 것을 헤아려, 큰언니처럼 여성스러워지고 싶다는 바람에서이다. 그러나 란마와 히비키 료가와의 최초의 싸움(원작에서는 후린칸 고등학교, 애니메이션에서는 렌마 구립 동물공원에서 행해졌다)에 휘말려 머리가 잘린 것을 계기로, 머리카락과 함께 도후 선생에 대한 마음이 정리된다.
란마로부터 「절구통」, 「색기가 없다」라고 불리고 있지만, 여자 란마나 샴푸에는 미치지 못하지만 기본적으로 다른 여성 캐릭터에 뒤지지 않는 상당한 프로포션의 소유자. 그러나 본인은 본래 남자인 란마보다 가슴이 작은 것을 신경쓰고 있어, 바스트 업을 위해서 모든 트레이닝을 실시하고 있다.

## 운동신경
텐도가의 세 자매중에서는 유일하게 격투기를 배우고 있어 스포츠나 격투기에 뛰어났지만, 수영을 전혀 못한다. 심지어 튜브를 사용해도 수영을 못한다. 덧붙여 주천향에는 떨어지지 않았기 때문에, 물을 써도 변신하지 않는다. 아침 런닝이나 격투의 단련을 일과로 하고 있으며, 콘크리트를 부수는 정도의 완력의 소유자. 그러나 샴푸나 쿠온지 우쿄등 다른 여성 캐릭터에 비하면 한층 뒤떨어지는 묘사가 눈에 띈다. 그러나 재능은 뛰어나 잠자는 상태에서 싸우면 잠재능력이 발휘되어 란마도 억제하지 못하고, 팔보채도 발길질하고 만다. 또한 잠재능력을 100% 끌어내는 도복을 입었을 때는 란마를 초월하는 실력이 되었다.

## 성격
텐도가의 세 자매 중에서는 가장 기가 세고 난폭하며 손이 빠르다. 그러나, 상냥함도 남보다 배로, 상처받은 사람을 내버려 둘 수 없는 성질.
처음에는 자신의 기분 따위는 아랑곳하지 않고 매일 아침 도전해 오는 남자 운동부원들과 전투를 벌이고 있으며, 그 일에 엄청난 울적함을 느껴 '남성혐오'라고 강조하고 있었다. 하지만 중간부터는 남학생들과도 사이가 좋아져 남자를 싫어하는 묘사는 사라졌다. 본성은 솔직하고 상냥한 성격으로 친구도 많다. 앞에서 말한 머리를 잘린 사건에서도 그때 안개가 잘린 머리를 발견하는데, 란마가 그 일을 설명하는 것을 가로막고 란마와 료가의 결투 건을 말하지 않았던 곳에 그녀의 다정함이 어른거린다.
그러면서도 꽤 고집이 심해서, 한번 자신이 생각하면 주위가 보이지 않고, 상대의 이야기도 듣지 않고 폭력을 휘두르거나, 이야기를 들어도 좀처럼 믿지 않는 등, 좀처럼 궤도 수정할 수 없다. 그러나 자신의 생각이 틀렸다는 것을 알자 고집을 부리지 않고 순순히 잘못을 인정하고 있다.
지기 싫어하는 성격으로, 몇 번이나 지고 있는 것으로 샴푸에 대해서는 상당한 라이벌심을 가지고 있다. 겁 많은 일면도 있고 귀신이나 요괴 같은 공포물, 오컬트물을 아주 싫어하지만 무서운 것을 보고 싶은 부분도 있고 공포영화를 보기도 한다.
텐도가의 목욕탕에서 실수로 란마의 입욕과 마주쳐, 자신의 벌거벗은 것을 볼 수 있어 당초는 「남혐」이라고 하는 설정이었던 것도 겹쳐, 란마에 반발하는 일이 많았다(란마와의 첫 대면시는, 란마가 여자의 모습을 하고 있었기 때문에, 란마를 여자라고 생각해 상냥하게 대하고 있었다). 도중부터 남자를 싫어하는 묘사가 없어져도, 점차로 란마에 연애 감정을 갖게 되면서도 솔직해지지 않고 언제나 말다툼을 한다.(말버릇은 「란마는 바보!」,「한번 죽어 와~!」,「란마 따위는 정말 싫어!」) 질투심이 많고, 란마가 다른 여성에게 몰려드는 것을 보면, 문답 무용으로 란마를 때리거나, 주위의 사람에게 강하게 대드는 등 기분이 나빠진다. 그래서 란마를 맞히기 위해 료가에게 좋은 표정을 짓는 모습을 보이기도 한다. 상처받기 쉬운 내면을 가지고 있으면서 고집을 부리다 보니 엇갈림이 많다. 그러나 란마의 힘에는 절대적인 신뢰를 두고 있으며, 새로운 강적이 나타날 때 등에는 한결같이 란마에 협력하는 등 애처로운 면모를 보인다.
타인의 연애에는 나름대로 짐작이 빠르지만, 자기 자신에 대한 호의에 대해서는 매우 둔한 면이 있다. 이 둔감함은 아버지인 텐도 소운으로부터 물려받은 것이다.
잠버릇이 몹시 나빠, P양으로 변장해 곁잠을 잔 팔보채를 울퉁불퉁하게 한 적도 있다.

## 복장
란마가 말하기를 가장 잘 어울리는 옷은 도복이다. 그러나 옷의 센스는 좋은 듯, 텐도 나비키는 아카네의 옷을 빌려가서 안 돌려준 적 있다. 사복은 반바지나 미니스커트 등 노출이 많은 것을 선호한다. 미적 감각은 멀쩡하지만 때로는 교장이 작성한 이상한 백조 의상 등도 목적을 위해 착용하는 경우가 있다. 수영복은 다양하지만 하이레그 등 노출도가 높은 것을 착용하고 있다. 애니메이션(열투편 138화)에서는 자신의 하이레그 수영복 차림에 넋을 잃고 있는 남자들의 존재에 기뻐하고 있다.(다만, 실제로 넋을 잃고 있던 것은, 큰 언니인 텐도 카스미).